# Type
type je unixový příkaz, který zobrazí, jak by jeho argumenty byly interpretovány, pokud by byly použity jako příkazy.

## Funkce
Pokud je to možné, tak type zobrazí cestu k příkazu. Možné příkaz typy příkazů jsou:
- shell bulit-in příkazy
- funkce
- alias
- hash příkaz
- klíčové slovo

Type vrací nenulový exit status, pokud příkaz nelze nalézt.
Příkaz type byl do Bourne Shell přidán v roce 1984, ale není součástí POSIX standardu. Podobný výstup v POSIX shell můžeme získat pomocí
```
command -V název_příkazu
```

V Korn shellu příkaz whence poskytuje podobnou funkcionalitu.

### Příklady
```
$ 
type
 
test

test is a shell builtin

$ 
type
 
cp

cp is /bin/cp

$ 
type
 
unknown

unknown not found

$ 
type
 
type

type is a shell builtin

```